# Đinh Phế Đế
Đinh Tue (tempelnamn Đinh Phế Đế), död 1001, var kung av Vietnam under ett år. Han efterträdde sin far Đinh Bộ Lĩnh 979 under sin mor Dương Vân Ngas regentskap. Året därpå abdikerade hans mor tronen för hans räkning och överlät den på Lê Hoàn.